# Richard Wiedamann
Richard Eugen Ernst Wiedamann (* 14. Mai 1932 in Regensburg; † 6. Januar 2011 ebenda) war ein deutscher Pianist, Komponist, Musikschulleiter, Kulturvermittler und Begründer des Festivals Jazzweekend und des Bayerischen Jazz-Instituts.

## Biografie
Wiedamann war der Spross einer Regensburger Zinngießer-Dynastie (siehe hierzu Zinngießerwerkstatt Wiedamann); er legte neben diversen Studien auch die Gesellenprüfung in diesem Handwerk ab und kümmerte sich um den familieneigenen Betrieb. Die Produktion verkaufte er 1975. Daneben war er gelegentlich als Musiker tätig; seit 1938 erhielt er klassischen Klavierunterricht. Nachdem er 1945 erstmals als Pianist im Rahmen eines von den Amerikanern veranstalteten „Bunten Abends“ tätig gewesen war, schrieb er Theater-, Film- und Kabarettmusiken (für das von ihm mitgegründete Regensburger Kabarett Ratisbömbchen). Ab 1957 trat er mit einem eigenen Jazzensemble auf; bis 1986 führte er zahlreiche Kompositionen und Arrangements für kleine Combos auf, aber auch Werke, die Symphonieorchester und Bigband verbanden. In einem privaten Jazzkeller veranstaltete er zahlreiche Jam-Sessions.
Zwischen 1960 und 1964 war er Jazzreferent der Musikalischen Jugend Deutschlands auf Bundesebene; auch leitete er in dieser Zeit die bundesweit ausgeschriebenen Kurse auf Schloss Weikersheim. 
Außerdem beauftragte ihn 1975 der Freundeskreis der Regensburger Musikschule mit der Restrukturierung und Leitung der Einrichtung. 1980 wurde diese zur Städtischen Sing- und Musikschule unter der Leitung Wiedamanns. 1982 war er Mitinitiator des Bayerischen Jazzweekend in der Altstadt, anfangs mit 15 Bands und 6000 Mark Etat. 1987 gründete er das Landesjugendjazzorchester Bayern, dessen Organisationsleiter er zehn Jahre war und das bis zu dessen Umzug nach Marktoberdorf in Regensburg probte. Bekannte Musiker wie der Trompeter Dusko Goykovich und derzeit der Schlagzeuger Harald Rüschenbaum führen die Band künstlerisch. Außerdem rief er das 1992 gegründete Bayerische Jazz-Institut ins Leben, das sich in Wiedamanns Geburts- und Wohnhaus am Fuß der Steinernen Brücke befindet. Seit 1999 sicherte er den Nachlass der verarmt gestorbenen Sängerin Inge Brandenburg,

## Auszeichnungen
- 1974: Kulturförderpreis der Stadt Regensburg
- 1990: Albertus-Magnus-Medaille, Stadt Regensburg
- 1996: Pro-Meritis-Medaille
- 1998: Bundesverdienstkreuz am Bande
- 2000: Kulturpreis des Bezirks Oberpfalz in der Kategorie „Popularmusik“
- 2011: Kulturpreis der Stadt Regensburg 2010